# Zulast
Die Zulast war ein im Rheinland für den Weinhandel gebräuchliches Volumenmaß, zuletzt amtlich noch im Großherzogtum Hessen in Geltung.
Es war ein sogenanntes Weinmaß, durfte aber auch für Branntwein und Essig genommen werden. Es gehörte zu den mit Altmaß benannten Maßen. Abgeleitet wurde die Zulast vom Stück, beziehungsweise Stückfass Wein.
- 1 Zulast = ½ Stück/Stückfass Wein
- 1 Stück Wein = 8 Ohm (Frankfurter) = 7230,7 Pariser Kubikzoll

Das Stück war von der Weinsorte abhängig und 
- für Weißwein war  1 Stückfass = 7,5 Ohm und
- für Rotwein = 8 Ohm,

so dass die Zulast Rotwein = 4 Ohm war. Einen Unterschied machte man zwischen einheimischen und fremden Weinen, wie Rheinwein, Malagawein und Muskatwein. 
Zur Orientierung
- 1 Fuder Wein = 6 Ohm

## Einzelnachweis
1. ↑   Leopold Carl Bleibtreu: Handbuch der Münz-, Maß- und Gewichtskunde und des Wechsel-Staatspapier-, Bank- und Aktienwesens europäischer und außereuropäischer Länder und Städte. Verlag von J. Engelhorn, Stuttgart 1863, S. 275.